# Sekundærrute 155
De Sekundærrute 155 is een secundaire weg in Denemarken. De weg loopt van Svebølle via Holbæk naar Roskilde. De Sekundærrute 155 loopt over het eiland Seeland en is ongeveer 56 km lang.